# Thierry Vandal
Thierry Vandal ist ein kanadischer Manager. Er war von 2005 bis 2015 Präsident und CEO von Hydro-Québec.

## Werdegang
Vandal hat einen Abschluss der École polytechnique (Université de Montréal, 1982) und einen MBA der HEC Montréal (Université de Montréal, 1955).

## Karriere
Vor seinem Eintritt bei Hydro-Québec im November 1996 arbeitete Vandal von 1982 bis 1988 für Shell Canada Limitée und von 1988 bis 1991 für Société Pétrochimique Kemtec.
Bei Hydro-Québec war Vandal Vizepräsident für strategische Planung und Unternehmensentwicklung (1996–2001), Präsident von Hydro-Québec Production (2001–2005) und schließlich Präsident und CEO von Hydro-Québec (2005–2015).

## Mitgliedschaften
Er ist oder war Mitglied in folgenden Organisationen:
- Société d´énergie de la Baie James und Hydro-Québec International (Vorstandsvorsitzender)
- BioFuelNet Canada (Vorstandsvorsitzender)
- HEC Montréal
- McGill University
- Royal Bank of Canada

## Soziales Engagement
Vandal ist Aufsichtsratsmitglied von Centraide.

## Ehrungen
2012 zeichnete ihn das Canadian Energy Council aus als Canadian Energy Person of the Year.